# Anything (canción de JoJo)
«Anything» es el tercer sencillo del segundo álbum de estudio The High Road, de la cantante y actriz JoJo. Escrita por Beau Dozier, Mischke Butler, y Justin Trugman. Fue lanzado el 7 de mayo de 2007 en Reino Unido y un día después en los Estados Unidos. 
La canción contiene elementos de la canción Africa (1982) interpretada por el grupo Toto. JoJo promocionó el sencillo en: London's G-A-Y el 12 de mayo, y realizó una aparición en el programa GMTV el 8 de mayo.

## Video musical
El video para «Anything» iba a hacer estrenado el 2 de mayo de 2007, este contó con un previo concurso para que un fan de UK tuviese la oportunidad de aparecer en la versión enhanced CD, el ganador fue Joao Vasconcelos. Luego de meses de rumores, se confirmó en la página de MySpace que el sencillo no contaría con un video musical.

## Crítica
El crítico Bill Lamb del sitio especializado en música About.com, mencionó que la canción era: "Una confección del pop".

## Formatos
- Digitales

| Descarga digital |            |          |  |
| N.º              | Título     | Duración |  |
| 1.               | «Anything» | 3:50     |  |

- Materiales

| Sencillo en CD |                                |          |  |
| N.º            | Título                         | Duración |  |
| 1.             | «Anything» (Album Version)     |          |  |
| 2.             | «Anything» (Instrumental)      |          |  |
| 3.             | «Anything» (Call Out Hook)     |          |  |
| 4.             | «Do Whatcha Gotta Do» (B Side) |          |  |

| Promo Sencillo |                            |          |  |
| N.º            | Título                     | Duración |  |
| 1.             | «Anything» (LP Version)    | 3:49     |  |
| 2.             | «Anything» (Instrumental)  | 3:51     |  |
| 3.             | «Anything» (Call Out Hook) | 0:31     |  |

| Sencillo en CD |                            |          |  |
| N.º            | Título                     | Duración |  |
| 1.             | «Anything»                 |          |  |
| 2.             | «Anything» (WaWa Club Mix) |          |  |

| Sencillo en CD |                                                        |          |  |
| N.º            | Título                                                 | Duración |  |
| 1.             | «Anything» (Album Version)                             |          |  |
| 2.             | «Anything» (Instrumental)                              |          |  |
| 3.             | «Get It Poppin»                                        |          |  |
| 4.             | «Too Little Too Late» (Full Phatt Remix) (con Tah Mac) |          |  |

## Funcionamiento en las listas

### Semanales
| América del Norte |                  |    |       |
| Estados Unidos    | Pop Songs        | 38 | [ 2 ] |
| Europa            |                  |    |       |
| Irlanda           | Top 50 canciones | 18 | [ 3 ] |
| Reino Unido       | Top 75 canciones | 21 | [ 3 ] |
| Europa            | European Hot 100 | 57 | [ 4 ] |

## Historial de lanzamiento
| País           | Fecha             | Formato          | Sello discográfico     |
| -------------- | ----------------- | ---------------- | ---------------------- |
| Reino Unido    | 7 de mayo de 2007 | Descarga digital | Blackground, Universal |
| Estados Unidos | 8 de mayo de 2007 | Descarga digital | Blackground, Universal |